# William Klein
William Klein (New York, 19 aprile 1926 – Parigi, 10 settembre 2022) è stato un fotografo e regista statunitense.
Era conosciuto per il suo approccio ironico sia per quanto riguarda i media che il suo utilizzo estensivo di tecniche fotografiche inusuali nel contesto del fotogiornalismo e della fotografia di moda. È stato inserito al venticinquesimo posto fra i cento fotografi più influenti da parte della rivista Professional Photographer Magazine.

## Biografia
Nato da una povera famiglia ebrea, all'età di 14 anni entrò nel City College di New York, dove studiò sociologia. Si arruolò nell'esercito e fu mandato prima in Germania poi in Francia, dove si sarebbe definitivamente stabilito una volta congedato. Nel 1948 Klein si iscrisse alla Sorbona, dove si interessò di pittura e scultura. Espose le sue opere in diverse occasioni e fu in una di queste, incentrata sull'arte cinetica, che conobbe Alexander Liberman, il direttore artistico di Vogue.
Dopo aver iniziato come pittore, Klein studiò presso Fernand Léger ed iniziò ad esporre i suoi lavori. Decise comunque di spostare la sua attenzione al mondo della fotografia e divenne un quotato fotografo di moda per la rivista Vogue. Nonostante non avesse alle spalle un percorso di apprendistato nella fotografia, Klein nel 1957 vinse il Premio Nadar per New York, un libro di immagini scattate nel 1954 durante un breve soggiorno nella sua città natale. Il lavoro di Klein era considerato rivoluzionario per il suo "approccio ambivalente ed ironico al mondo della moda", per il suo "rifiuto senza compromessi delle regole prevalentemente accettate della fotografia" e per l'ampio uso della luce naturale e della tecnica dello sfocato. Klein è citato spesso insieme a Robert Frank fra i padri della fotografia di strada. Il mondo della moda fu il soggetto del primo film di Klein, Who Are You, Polly Maggoo?, una satira al pari delle altre sue pellicole.
Klein ha diretto numerosi documentari ed ha prodotto oltre 250 spot televisivi.
Benché nato negli Stati Uniti, Klein ha vissuto e lavorato in Francia fin da giovanissimo. Il suo lavoro è talvolta apertamente critico della società e della politica estera americane: il critico cinematografico Jonathan Rosenbaum scrisse che la satira Evviva la libertà realizzata da Klein nel 1968 era probabilmente il film più antiamericano mai realizzato.
Nel 1999 è stato insignito della Medaglia del Centenario della Royal Photographic Society, di cui divenne anche socio onorario.
Si è spento il 10 settembre 2022, all'età di 96 anni.

## Filmografia

### Cortometraggi
- Broadway by Light - documentario (1958)
- Cassius le grand - documentario (1964)
- L'anniversaire de Charlotte (1974)
- Contacts - documentario (1983)
- Ralentis - documentario (1984)

### Documentari
- Les troubles de la circulation (1962)
- Le business et la mode (1962)
- Les français et la politique (1962)
- Gare de Lyon (1963)
- Aux grands magasins' (1964)
- Lontano dal Vietnam (Loin du Viêt Nam) (1967)
- Muhammad Ali, the Greatest (1969)
- Eldridge Cleaver (1970)
- Hollywood, California: A Loser's Opera (1977)
- Grands soirs & petits matins (1978)
- The Little Richard Story (1980)
- The French (1982)
- Mode in France (1984)
- Babilée '91 (1992)
- In and out of fashion (1994)
- Le Messie (1999)

### Lungometraggi
- Qui êtes-vous, Polly Maggoo? (1966)
- Evviva la libertà (Mr. Freedom) (1969)
- Le couple témoin (1977)

## Pubblicazioni
- New York 1954-1955
- Roma + Klein 1959

## Lavori fotografici celebri
- La photo "Gun 1, New York" (1955).
- Le photo "Sainte famille à moto" (Rome, 1956).
- I lavori "Cineposter" realizzati a Tokyo nel 1961.
- I lavori per "Vogue" realizzati con le modelle nelle strade di New York nel 1963.
- Il pieghevole dell'album "Love on the Beat" (1964), realizzato per Serge Gainsbourg.
- il lavoro "Club Allegro Fortissimo" (1990).
- "Autoportrait" (1995),.

## Riconoscimenti
- 1990 Hasselblad Award[10]
- 2007 Infinity Award